# Terutung Megara Baru
Terutung Megara Baru is een bestuurslaag in het regentschap Aceh Tenggara van de provincie Atjeh, Indonesië. Terutung Megara Baru telt 604 inwoners (volkstelling 2010).